# System zarządzania bezpieczeństwem i higieną pracy
System zarządzania bezpieczeństwem i higieną pracy (skrót SZBHP) – system zarządzania organizacją oparty na jednej z norm: PN 18001, BS 8800, OHSAS 18001 lub innej normy. W Polsce od 1999 roku, kiedy pojawiła się pierwsza edycja normy PN 18001, polskie przedsiębiorstwa rozpoczęły wdrażanie SZBHP na szerszą skalę.
Systemy zarządzania BHP są przeważnie zbudowanie na klasycznej dla zarządzania jakością filozofii ciągłego doskonalenia zgodnie z Kołem Deminga.
Podstawowe elementy SZBHP to:
1. Polityka bezpieczeństwa i higieny pracy
2. Współudział pracowników
3. Wymagania prawne i inne
4. Cele ogólne i szczegółowe
5. Struktura, odpowiedzialność i uprawnienia
6. Szkolenie, świadomość, kompetencje i motywacja
7. Komunikacja wewnętrzna
8. Dokumentacja systemu zarządzania bezpieczeństwem i higieną pracy
9. Ocena ryzyka zawodowego
10. Nadzór nad podwykonawcami
11. Działania korygujące i zapobiegawcze
12. Monitorowanie aktywne i proaktywne BHP
13. Audyty wewnętrzne
14. Przegląd zarządzania